# Duranta
Duranta, biljni rod iz porodice sporiševki (Verbenaceae) smješten u tribus Duranteae. Pripadaju mu 27 vrsta grmova i drveća iz Južne Amerike i Antila.  Tipična je vrsta Duranta erecta.

## Etimologija
Latinsko ime roda Duranta dolazi po Castoru Durantesu, liječniku i botaničaru u Rimu, koji je umro oko oko 1590.

## Opis
Uspravni ili ± penjajući, nebodljikavi ili bodljikavi grmovi ili mala stabla. Listovi nasuprotni ili pršljenasti, jednostavni. Cvjetovi u završnim ili pazušnim gronjama ili metlicama; brakteje male. Čaška 5-zubasta, postojana. Vjenčić zigomorfan; obrub 2-usni s 5 nejednakih režnjeva. Prašnici 4-5. Ovarij sferičan, 8-10-lokularan. Plod mesnat s 4-5 2-sjemenih pirena, čvrsto obavijenih postojanom čaškom.

## Vrste
1. Duranta arida Britton & P.Wilson
2. Duranta armata Moldenke
3. Duranta buxifolia Poir.
4. Duranta canescens (Moldenke) P.Moroni
5. Duranta coriacea Hayek
6. Duranta costaricensis (Donn.Sm.) Standl.
7. Duranta dickinsonii P.Moroni
8. Duranta dombeyana Moldenke
9. Duranta erecta L.
10. Duranta lineata Hayek
11. Duranta mandonii Moldenke
12. Duranta mutisii L.f.
13. Duranta neblinensis Aymard & J.R.Grande
14. Duranta obtusifolia Kunth
15. Duranta penlandii Moldenke
16. Duranta peruviana Moldenke
17. Duranta rupestris Hayek
18. Duranta serratifolia (Griseb.) Kuntze
19. Duranta serrulata (Moldenke) P.Moroni
20. Duranta skottsbergiana Moldenke
21. Duranta sprucei Briq.
22. Duranta stenostachya Tod.
23. Duranta steyermarkii Moldenke
24. Duranta triacantha Juss.
25. Duranta vestita Cham.
26. Duranta woronowii Moldenke
27. Duranta wrightii Moldenke

## Sinonimi
1. Castorea Mill.; Gard. Dict. Abridg. Ed. 4 (1754)
2. Ellisia P.Browne; Hist. Jamaica. 262 (1756)
3. Hoffmannia Loefl.; It. 194 (1758)